# IC 3140
IC 3140 — галактика типу NF (в процесі підтвердження) у сузір'ї Волосся Вероніки.
Цей об'єкт міститься в оригінальній редакції індексного каталогу.